# Santovka
Santovka este o comună slovacă, aflată în districtul Levice din regiunea Nitra, pe malul râului Râul Búr⁠(d). Localitatea se află la altitudinea de 160 m deasupra n.m., se întinde pe o suprafață de 17,86 km2 și în 2017 număra 659 de locuitori.

## Istoric
Localitatea Santovka este atestată documentar din 1157.

## Demografie
| An:                | 1994 | 2004   | 2014    | 2024   |
| ------------------ | ---- | ------ | ------- | ------ |
| Număr de persoane: | 904  | 837    | 699     | 655    |
| Diferență:         |      | −7,41% | −16,48% | −6,29% |

| An:                | 2023 | 2024   |
| ------------------ | ---- | ------ |
| Număr de persoane: | 651  | 655    |
| Diferență:         |      | +0,61% |